# زلزله دوم
زلزله دوم فیلمی به کارگردانی  و نویسندگی افشین شرکت ساختهٔ سال ۱۳۵۶ است.

## بازیگران
- آذر فخر
- اکبر زنجانپور
- محمود هاشمی
- ایرج انور
- شیده بهرامی
- محمود بهرامی
- مهرداد نقوی